# Palazzo Calcagnini

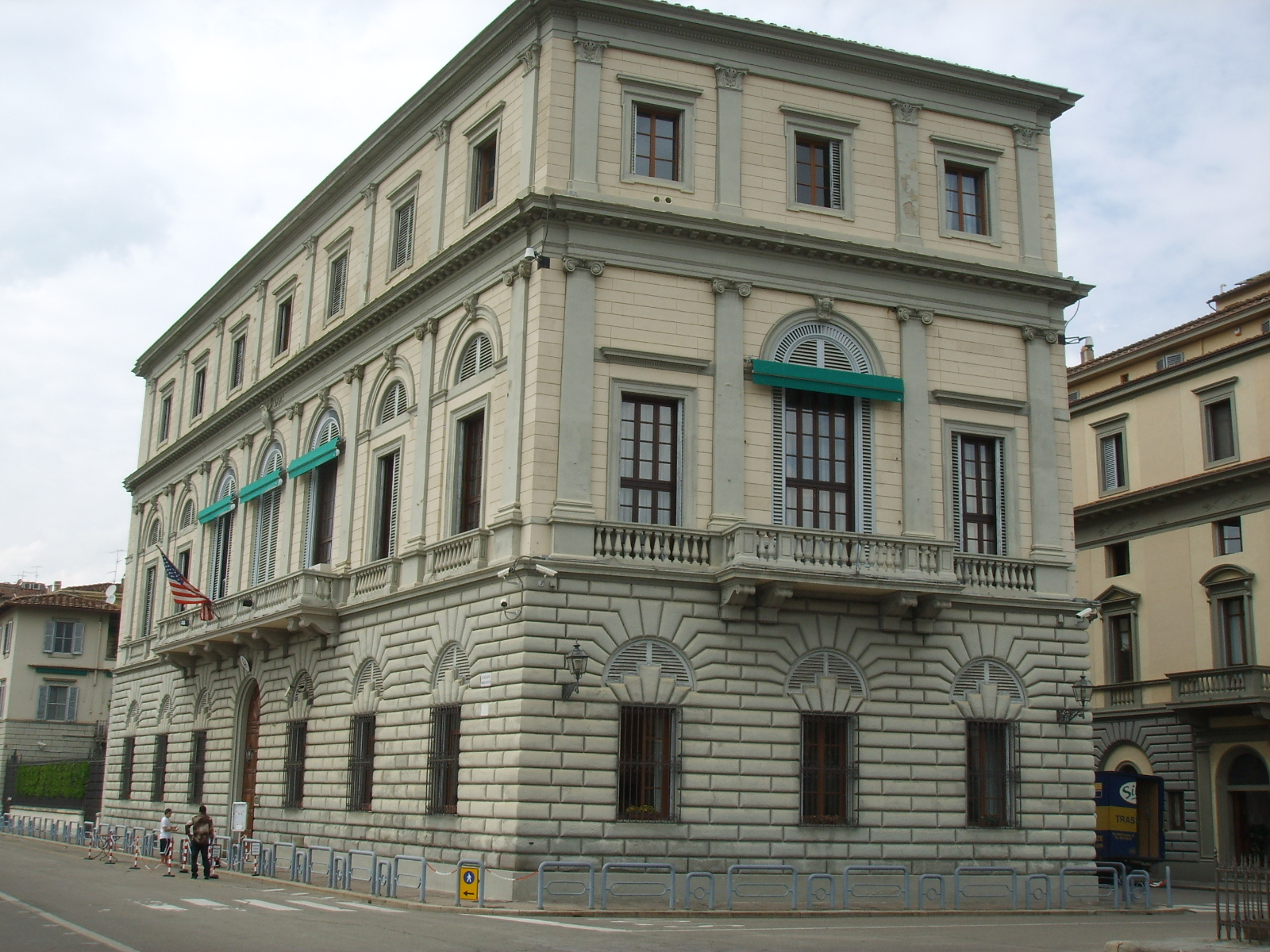
Palazzo Calcagnini

Palazzo Calcagnini o Canevaro di Zoagli è un palazzo di Firenze situato sul Lungarno Vespucci 38. È sede del Consolato Generale degli Stati Uniti d'America.

## Storia
Il palazzo venne fatto edificare dal marchese Manfredi Calcagnini Estensi di Ferrara a partire dal 1857. La famiglia Calcagnini era originaria della Germania ed arrivò in Italia stabilendosi a Ferrara nel XIV secolo. Cortigiani degli Este, col matrimonio tra Alfonso Calcagnini e Laura d'Este raddoppiarono il cognome.
Il marchese Manfredi scelse per l'impresa l'architetto Giuseppe Poggi. Con il passaggio della capitale d'Italia da Torino a Firenze, il marchese vendette la proprietà al conte senatore Francesco Arese, originario di Milano, vicepresidente del Senato italiano, che qui visse e morì nel 1881. Ai primi del Novecento il palazzo fu acquistato da Giuseppe Canevaro, duca di Zoagli, che si era sposato con la fiorentina contessa Luisa Ridolfi, nipote da parte di madre di Bettino Ricasoli. Nel 1949 venne acquistato dal governo degli Stati Uniti d'America come sede del Consolato Generale, per cui è dotato di imponenti servizi di sicurezza (comprese le ronde continue di forze dell'ordine).
Il Consolato fa parte della missione diplomatica degli Stati Uniti in Italia e rappresenta gli interessi del governo statunitense a Firenze e nelle regioni della Toscana e dell'Emilia-Romagna. Il console generale svolge una funzione ulteriore di rappresentante speciale degli Stati Uniti nella Repubblica di San Marino. L'incarico di Console Generale degli Stati Uniti d'America a Firenze è stato assunto nel luglio 2020 da Ragini Gupta.

## Descrizione
Dal doppio ingresso, in facciata e sul retro, si accede all'interno dove si trova una scala a doppia rampa che porta al piano nobile, mentre gli altri piani sono serviti da altre scale. Gli interni sono ricchi di stucchi, archi e colonne, soprattutto al primo piano dove esiste una serie di salotti con stucchi dorati e policromi.
Sul lato ovest si trova un giardinetto recintato da alti muri, oltre il quale si trova un secondo fabbricato usato per le scuderie e i servizi; qui si trovava anche l'ingresso per le carrozze. 
Secondo Leonardo Ginori Lisci questo fu l'ultimo dei grandi palazzi privati fiorentini, al quale seguirono solo villini e condomini.